# Bilišane
Bilišane (in italiano Bilissane o Billissane o Belicciana, desueti) è una località croata del comune di Obrovazzo, nella regione zaratina.

## Storia
L'insediamento venne fondato da coloni serbi nel XVII secolo, qui insediati dalla Repubblica di Venezia per popolare un'area devastata dalle guerre contro i Turchi.